# Digby Ioane
Digby Anthony Natu Ioane (Wellington, 14 luglio 1985) è un rugbista a 15 australiano di origine neozelandese, internazionale per l'Australia, gioca come tre quarti ala nei Panasonic Wild Knights in Top League.

## Biografia
Nato in Nuova Zelanda da famiglia di origini samoane, Digby Ioane crebbe a Melbourne, in Australia, città dove la sua famiglia si era stabilita.
Nonostante Melbourne sia la patria del football australiano, fin dai 5 anni Ioane si orientò al rugby, praticato nei fine settimana (il sabato la disciplina a 15, la domenica quella a 13).
A 16 anni si trasferì nel Queensland alla Gregory Terrace School di Brisbane per compiervi gli studi superiori e ivi frequentare la scuola di rugby; notato dagli osservatori federali, prima dei 18 anni fu selezionato per la nazionale studentesca australiana e, nel 2004, entrò nelle giovanili dei Reds.
Ioane ebbe il suo primo ingaggio da professionista nel Super 14 2006: la neonata formazione del Western Force di Perth (Australia Occidentale) stava reclutando giocatori e Ioane decise di accettare l'ingaggio della nuova franchise per avere la possibilità di giocare ad alto livello e mettersi in evidenza per la Nazionale.
Nel 2007 fu ingaggiato dai Reds di Brisbane e, nel periodo della Coppa del Mondo di rugby 2007, disputò per i Melbourne Rebels l'unica edizione mai tenutasi dell'Australian Rugby Championship, giungendo a disputarne la finale.
In precedenza, a giugno dello stesso anno, Ioane aveva esordito negli Wallabies in un test match contro il Galles; quello d'esordio rimase il suo unico incontro fino a novembre 2008, quando tornò in squadra a Padova contro l'Italia (vittoria 30-20).
In seguito Ioane non riuscì mai a giocare con continuità a seguito di vari traumi: nel 2009 un infortunio alla spalla lo tenne fuori per praticamente tutta la stagione e, un anno più tardi, fu di nuovo lontano dai campi per più di sei mesi dopo analogo infortunio avvenuto a giugno.
Rientrato a inizio 2011 in campo, vinse il Super 15 con la sua franchise, i Reds e, a quattro anni dall'esordio internazionale, disputò il suo primo Tri Nations, che l'Australia vinse.
Convocato per la Coppa del Mondo di rugby 2011 si infortunò nel primo match contro l'Italia e rientrò solo in occasione della semifinale, persa, contro la Nuova Zelanda; il risultato finale per gli Wallabies fu il terzo posto.

## Palmarès
- Super Rugby: 2
Reds: 2011
Crusaders: 2017
- Campionati francesi: 1
Stade Français: 2014-15
- Rugby Championship: 1
Australia: 2011